# Gaetano Gobbo
Gaetano Gobbo (Torino, 1840 – Torino, 1923) è stato un generale italiano, che si distinse come ufficiale durante la terza guerra d'indipendenza italiana. Successivamente fu comandante della Brigata Casale, delle Divisioni territoriali militari di Messina, poi di Alessandria, e del V Corpo d'armata. Nel corso della Grande Guerra fu comandante del Corpo d'armata territoriale e della Fortezza di Verona.

## Biografia
Nacque a Torino nel 1840. Arruolatosi nell'Armata Sarda transitò successivamente nel Regio Esercito. Sottotenente di fanteria, assegnato al corpo dei granatieri nel 1860, si distinse durante la terza guerra d'indipendenza italiana del 1866. Transitato nel corpo degli alpini con il grado di maggiore, fu comandante del 6° e poi nel 1878 del 9º Battaglione alpini. Frequentò poi la scuola di guerra dell'esercito di Torino, venendo promosso tenente colonnello. Nel 1883 era in servizio presso il 2º Reggimento alpini di stanza a Bra, e promosso colonnello nel 1884 divenne comandante del 3º Reggimento alpini. Fu promosso maggior generale nel 1892, assumendo il comando della Brigata Casale. Promosso tenente generale il 24 febbraio 1898, comandò dapprima la Divisione militare di Messina (24ª), passando il 16 gennaio 1900 al comando di quella di Alessandria (3ª). Nel 1902 assunse il comando del V Corpo d'armata, andando in posizione ausiliaria nel corso del 1908. Assegnato dal 15 ottobre 1912 allo stato maggiore del I Corpo d'armata di Torino,  transitò nella riserva nel 1913, ma all'atto dell'entrata in guerra del Regno d'Italia, avvenuta il 24 maggio 1915, fu richiamato in servizio. Non ebbe incarichi operativi a causa della tarda età, ma fu nominato comandante del Corpo d'armata territoriale di Verona, alle dipendenze della 1ª Armata allora al comando del tenente generale Roberto Brusati. Mantenne tale incarico sino al 1917. Posto definitivamente in pensione si spense a Torino nel corso del 1923.

### Annotazioni
1. ↑  Insieme al generale Mario Lamberti, anche lui un vecchio alpino.
2. ↑  Aveva al suo comando le aree fortificate e le truppe destinate alla difesa dell'altopiano dei monti Lessini, Vallagarina e Lago di Garda, per un totale di 500 ufficiale e 23.000 tra sottufficiali e uomini di truppa.

### Fonti
1. 1 2 3 4 5 6 7 8  Noi Alpini.
2. ↑   Bollettino ufficiale delle nomine, promozioni e destinazioni negli uffiziali, 1878,  p. 319. URL consultato il 21 aprile 2021.
3. ↑   Annuario d'Italia, Calendario generale del Regno, 1896,  p. 302. URL consultato il 21 aprile 2021.
4. ↑   Calendario generale del Regno d'Italia, 1900,  p. 833. URL consultato il 21 aprile 2021.
5. ↑  Gazzetta Ufficiale del Regno d'Italia n.25 del 31 gennaio 1900, pag.343.
6. ↑   Bollettino ufficiale delle nomine, promozioni e destinazioni negli uffiziali, 1900,  p. 10. URL consultato il 21 aprile 2021.
7. ↑   Annuario militare del Regno d'Italia, 1912,  p. 386. URL consultato il 21 aprile 2021.
8. ↑   Gazzetta ufficiale del regno d'Italia, Parte 2, 1897,  p. 1854. URL consultato il 21 aprile 2021.
9. ↑  Gazzetta Ufficiale del Regno d'Italia n.207 del 3 settembre 1904, pag.4399.
10. ↑   Bollettino ufficiale delle nomine, promozioni e destinazioni negli uffiziali, 1906,  p. 789. URL consultato il 21 aprile 2021.